# Odette Launay
Pour les articles homonymes, voir Launay.
Odette Launay, née le 10 septembre 1909 à Neuilly-sur-Seine (Hauts-de-Seine) et morte le 17 juillet 2004 à Courbevoie (Hauts-de-Seine), est une femme politique française.

## Biographie
Vendeuse en haute couture dans la maison Jacques Heim, couturier attitré d'Yvonne de Gaulle, Odette Launay est suppléante du député Michel Habib-Deloncle dans la 20e circonscription de Paris. Elle devient députée lorsque le titulaire est nommé Secrétaire d'État dans le gouvernement de Georges Pompidou en décembre 1962 et le reste jusqu'à la fin de la législature. Lors des événements de mai 68, elle participe avec lui à la parution de La Nation, organe de l'UDR, malgré le refus des ouvriers du livre d'imprimer le quotidien gaulliste et l'incendie du siège du journal dans la nuit du 28 au 29 mai 1968.
Gaulliste convaincue, adhérente du RPF dès 1947, elle entre au conseil municipal de Paris en 1965, qu'elle quitte en 1971. Elle en est brièvement la vice-présidente en 1966-1967.
En même temps que son entrée à l'Assemblée, elle est promue chargée de relations publiques dans la maison de couture qui l'emploie.